# Bokn
Bokn är en kyrkby som utgör den enda tätorten i Bokns kommun i Rogaland fylke i sydvästra Norge. Orten ligger vid Europaväg 39, på den östra delen av ön Vestre Bokn. Här finns Bokns kyrka.

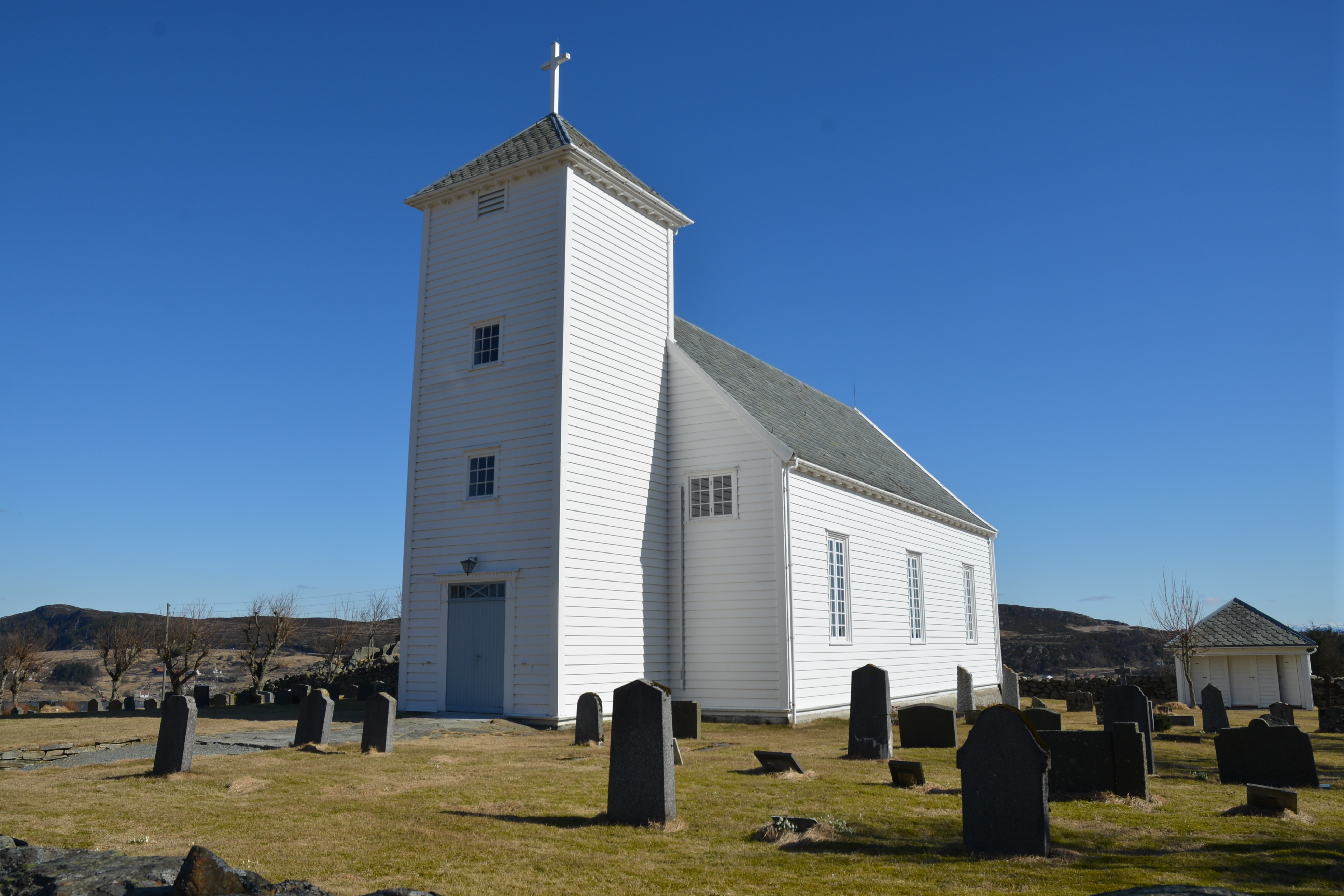
Bokns kyrka.